# Коефіцієнт зачеплення
Коефіцієнт зачеплення — ціле або дробове число, що зіставляється двом циклам {\displaystyle z^{k-1}} і {\displaystyle z^{n-k}}, які не перетинаються, в орієнтованому многовиді {\displaystyle M} розмірності {\displaystyle n}, класи гомологій яких належать підгрупам кручення в цілочисельних гомологіях {\displaystyle H_{k-1}(M,\mathbb {Z} )} і {\displaystyle H_{n-k}(M,\mathbb {Z} )} відповідно.
Найпростішим прикладом є коефіцієнт зачеплення двох замкнутих кривих {\displaystyle L_{1},\ L_{2}}, що не перетинаються, простору {\displaystyle \mathbb {R} ^{3}}: він дорівнює степеню відображення {\displaystyle \phi \colon L_{1}\times L_{2}\to S^{2}} визначається як
{\displaystyle \phi (x,y)=(y-x)/|y-x|,\ x\in L_{1},\ y\in L_{2}}.
Коефіцієнт зачеплення не змінюється під час неперервних деформацій кривих, якщо протягом цієї деформації криві не перетинаються, тобто є інваріантом цього зачеплення. Якщо натягнути на одну криву орієнтовану поверхню, то індекс перетину буде дорівнювати кількості точок перетину першої кривої з цією поверхнею взятих з відповідними знаками.
Аналогічно визначається коефіцієнт зачеплення в разі замкнених орієнтованих многовидів {\displaystyle M^{k-1}} та {\displaystyle M^{n-k}}, розташованих у просторі {\displaystyle \mathbb {R} ^{n}}.
В загальному випадку коефіцієнт зачеплення визначається через індекс перетину наступним чином: Якщо {\displaystyle C^{k}} є {\displaystyle k}-вимірний ланцюг для якого {\displaystyle \partial C^{k}=az^{k-1}}і {\displaystyle b} є індекс перетину {\displaystyle C^{k}} з {\displaystyle z^{n-k}}, то індекс зачеплення дорівнює {\displaystyle b/a}. Це число не залежить від вибору плівки {\displaystyle C^{k}}.

## Популярне визначення
Коефіцієнт зачеплення двох орієнтованих контурів x і y, які не перетинаються один з одним, визначається як сума коефіцієнтів зачеплення по всіх подвійних точках проєкції контура {\displaystyle y} на контур {\displaystyle x} і на деяку площину. Для кожної подвійної точки коефіцієнт зачеплення дорівнює {\displaystyle 1}, якщо під час руху в напрямку контура {\displaystyle x} контур {\displaystyle y} перетинає його зліва направо і {\displaystyle -1}, якщо контур {\displaystyle y} перетинає його справа наліво. Якщо перетинаються дві ділянки одного й того ж контура або контур x проходить вище контура y, подвійній точці приписується коефіцієнт зачеплення {\displaystyle 0}.

## Властивості
- Якщо поміняти ролями цикли {\displaystyle z^{k-1}} і {\displaystyle z^{n-k}}, то коефіцієнт зачеплення помножиться на {\displaystyle (-1)^{k(n-k)}}.
- Якщо замінити будь-який з циклів гомологічним йому в додатку до іншого, то коефіцієнт зачеплення не зміниться. Цей факт є основою при інтерпретації дуальності Александера[en] за допомогою зачеплень.
- Якщо замінити один із циклів будь-яким гомологічним з ним, коефіцієнт зачеплення зміниться на ціле число, завдяки чому визначено парування підгруп кручення в {\displaystyle H_{k-1}(M,Z)} і {\displaystyle H_{n-k}(M,Z)} зі значеннями у факторгрупі {\displaystyle \mathbb {Q} /\mathbb {Z} }. Це парування встановлює між ними дуальність Понтрягіна.
  - Зокрема, для підгрупи кручення в {\displaystyle H_{m}(M,\mathbb {Z} )} у випадку {\displaystyle n=2m+l} цим задається білінійна форма самозачеплень зі значеннями {\displaystyle \mathbb {Q} /\mathbb {Z} } яка є гомотопічним інваріантом многовиду.